# Strijd voor Arbeid
Strijd voor Arbeid (informeel: De Vuist) is een beeldhouwwerk van Rik Poot te Vilvoorde.

## Beschrijving
Het beeld staat symbool voor de sociale strijd die gevoerd werd rond de sluiting van de Renaultfabriek te Vilvoorde in 1997. Het beeld werd vervaardigd door Rik Poot tezamen met enkele lassers van de voormalige fabriek en beeldt een omhooggeheven gebalde vuist uit.
Het beeld kwam tot stand op initiatief van de vakbonden, de stad Vilvoorde en AWV Vlaams-Brabant. Het cortenstalen beeldwerk werd ingehuldigd op 27 februari 1997, een jaar na de aankondiging van de sluiting van de fabriek, en is gelegen op de rotonde van de Woluwelaan en de Luchthavenlaan. Het weegt circa vier ton en is acht meter hoog en vier meter breed.